# Natalia (roman)
Natalia est un roman de Liliane Guignabodet paru le 13 avril 1983 aux éditions Albin Michel et ayant reçu le Grand prix du roman de l'Académie française la même année.

## Résumé
{{La vie d’une jeune femme bulgare, Natalia, de son adolescence à sa mort. Issue d’une famille pauvre rurale de Bulgarie du XXème siècle, marquée par la mort de sa sœur aînée Ekaterina avant son mariage et empreint de liberté, Natalia se marie à Velko qui part vivre en ville à Sofia. Elle aura 3 filles (Zvétana, Fanka et Luba) qui vivront également des aventures amoureuses difficiles et des évènements dramatiques (guerre, misère, révolte, perte de bébé, viol, rejet,)}}

## Éditions
- Natalia, éditions Albin Michel, 1983  (ISBN 2226017615).